# La vida prometida
La vida prometida La vie promise es una película francesa de 2002 dirigida por Olivier Dahan , escrita por Olivier Dahan y Agnès Fustier-Dahan, y protagonizada por Isabelle Huppert , Pascal Greggory y Maud Forget.

## Sinopsis
Sylvia, una mujer que vive en Niza, hace tiempo que ha perdido sus ilusiones y se dedica a la prostitución para sobrevivir. Las relaciones con su hija adolescente son desesperantes, pero un día se produce un drama que las obliga a huir juntas.

## Reparto
- Isabelle Huppert: Sylvia
- Pascal Greggory: Joshua
- Maud Forget: Laurence
- André Marcon: Piotr
- Fabienne Babe: Sandra
- Volker Marek: Père de Piotr
- Janine Souchon: Marie-Josée
- Louis-Do de Lencquesaing:  Caballa 1
- David Martins:  Caballa 2
- Édith Le Merdy: mujer
- Denis Braccini: policía vestido de civil
- Irène Ismaïloff: esposa del policía vestido de civil
- Naguime Bendidi: camionero
- Frédéric Maranber: gerente del motel
- Valérie Flan: mujer firme
- Paul-Alexandre Bardela: niño firme
- Abdelkader: peaje oficial de policía
- Gilles Treton: empleado de correos